# Доміціанова дорога
40°50′40″ пн. ш. 14°05′36″ сх. д. / 40.844444444444° пн. ш. 14.093333333333° сх. д.
Доміціанова дорога (лат. Via Domiziana або лат. Via Domitiana ) — важлива римська дорога в Кампанії, збудована в 95 році н.е. імператором Доміціаном (звідки й отримала назву) для покращення сполучення порту Путеолі (лат. Puteoli, зараз Поццуолі) з іншими частинами імперії.  
Дорога починалась біля Sinuessa (зараз Мондрагоне), відгалужуючись від Аппієвої дороги та йшла на південь, перетинаючи річки Савоне, Вольтурно, через міста Вольтурнум (лат. Volturnum, зараз Кастель-Вольтурно), Літернум (лат. Liternum), Куми до Путеолі.  
Була зруйнована в 420 році під час навали вестготів під орудою Аларіха, відбудована в середньовіччі владою Неаполітанського королівства. 